# Compendio Histórico Oriolano
Compendio Histórico Oriolano és una crònica de la història de la ciutat d'Oriola, les seues pedanies i les poblacions que integrava la seua diòcesi, escrita per l'oriolà Joseph Montesinos Pérez i Martínez de Orumbella (1745-1828), professor a la Universitat d'Oriola i canonge a la catedral de la ciutat entre els anys 1791 i 1816.
Tot i ser de vocació historicista, el Compendio inclou també llegendes i mites arrelats a la comarca del Baix Segura i les poblacions referides.
El manuscrit original es conserva actualment en la seu de la Caixa Rural Central d'Oriola.